# Râul Leucușești
Leucușești este un afluent al râului Șomuzul Mare.

## Hărți
- Harta județului Suceava